# Joqanāb-e Soflá
Joqanāb-e Soflá (persiska: جغناب سفلى, جغناب پائين, جِغَناب پائين, Joghanāb-e Soflá, جقناب سفلى) är en ort i Iran.   Den ligger i provinsen Östazarbaijan, i den nordvästra delen av landet, 500 km nordväst om huvudstaden Teheran. Joqanāb-e Soflá ligger 1 562 meter över havet och antalet invånare är 125.
Terrängen runt Joqanāb-e Soflá är huvudsakligen kuperad, men österut är den bergig. Runt Joqanāb-e Soflá är det ganska glesbefolkat, med 27 invånare per kvadratkilometer. Närmaste större samhälle är Kaleybar, 11,5 km nordväst om Joqanāb-e Soflá. Trakten runt Joqanāb-e Soflá består i huvudsak av gräsmarker.